# Artatama II
Artatama II ("el més recte") va ser rei de Mitanni. Era segurament fill d'Artashumara i després de l'assassinat del seu pare havia aconseguit el suport de la part oriental del regne on una revolta l'havia acabat proclamant rei, però només d'aquella part del territori.
Subiluliuma I, rei hitita, que volia controlar el territori de Mitanni, va signar un acord amb ell per lluitar contra el que s'havia proclamat també rei de Mitanni, Tushratta. Va aconseguir, sembla, que Artatama i l'exèrcit que el recolzava no s'oposessin al seu atac contra la part occidental del regne, ja que el rei hitita li havia promès nomenar-lo rei de tot el país.
Mentre preparava la invasió de Mitanni, Subiluliuma va organitzar diverses trobades diplomàtiques, i va aconseguir allunyar del bàndol de Mitanni alguns territoris vassalls. El resultat més important va ser el pas d'Ugarit, un important estat de la costa mediterrània, al seu costat, que tenia fusta en abundància, terres riques i fèrtils, amb grans extensions de pastura. Altres estats no van acceptar els tractes de Subiluliuma i van atacar´lo, i també a Ugarit. El rei hitita va enviar un exèrcit a ajudar el rei d'Ugarit Niqmaddu II que va expulsar els enemics del seu territori. Més tard, Ugarit passaria a ser un estat vassall dels hitites. Subiluliuma també va convèncer l'estat de Nuhase, i va intentar influir en altres estats vassalls d'Egipte, sense aconseguir-ho.
Subiluliuma va creuar l'Eufrates, va conquerir el país d'Isuwa va entrar a Mitanni i va ocupar i saquejar la capital, Washukanni. Va conquerir molt ràpidament tot el territori, i Tushratta va haver de fugir acompanyat per les tropes que va poder recollir. Els hitites van ocupar els estats vassalls de Mitanni i van fer presoners als seus reis i a les seves famílies i els van portar a Hattusa. Però Tushratta era lluny de ser derrotat pels hitites. Subiluliuma va marxar del territori per ocupar-se dels atacs dels kashka a la part nord del país hitita, i va deixar al davant de l'exèrcit al seu fill Telepinus. Telepinus va reorganitzar les seves forces, però Tushratta al veure que una part de l'exèrcit havia marxat, va aprofitar per atacar els hitites. Subiluliuma va tornar i amb el seu fill va aconseguir ocupar Carquemix, el darrer baluard important de Mitanni. Quan va caure, el poder de Tushratta es va acabar, encara que havia aconseguit fugir dels seus enemics. Però els cortesans del seu regne el van matar, i entre els assassins probablement hi havia un fill seu anomenat Mattiwaza. La seva mort no va significar el final de les campanyes hitites, que encara durant sis anys van ser pel territori. Mentrestant, Artatama governava el territori que quedava de l'antic regne de Mitanni, que llavors es coneixia amb el nom d'Hanigalbat. Cap al 1340 aC ja era molt vell i havia associat al govern al seu fill Shuttarna III. El seu títol en el tractat amb els hitites era el de "rei dels hurrites" (els antecessors s'havien anomenat "reis de Mitanni", títol reservat segurament als reis de la part occidental). Els hitites li van retornar la regió de Washukanni.
En aquest moment els assiris van envair el país, aliats al regne d'Altxe, però el seu fill Shuttarna III va fer un tractat amb Assíria retornant els trofeus i acceptant pagar tribut.
Mattiwaza, el fill de Tushratta va fugir a territori babiloni i després al país hitita, d'on va tornar amb el suport dels hitites, ja que estava casat amb una filla de Subiluliuma I. Va conquerir el poder i es creu que Artatama II va ser respectat fins a la seva mort, que devia ser poc després segurament a Taite amb 80 anys o mes.